# 上海青年京崑劇團
上海青年京崑劇團成立於2006年7月，隸屬於上海戲劇學院，是上海表演團體之一。團體成立的時候，由中共上海市委常委、宣傳部長王仲偉，副市長嚴雋琪為上海青年京崑劇團揭牌。現在該團演員平均年齡只有22歲。主演的劇碼有新人版崑劇《牡丹亭》、新人版《楊門女將》、《白蛇傳》、京劇《勘玉釧》、《紅燈記·說家史》等等。2007年，曾經到香港及台灣演出。

## 主要演員
- 翁佳慧、袁佳、李沁、蔣詩佳、陶思妤、田慧、楊亞男、楊揚